# 미국 해병대 예비군
미국 해병대 예비군(Marine Forces Reserve (MARFORRES or MFR)/United States Marine Corps Reserve (USMCR))은 미국 해병대의 예비전력으로, 루이지애나주 뉴올리언스 해병대 지원시설에 본부를 두고 있다. 미국 해병대 예비군은 미국 본토가 관할 지역에 포함되는 미국 북부사령부의 미국 해병대 구성군인 미국 북부 해병대(MARFORNORTH)의 역할을 겸임한다.
1916년 8월 29일에 해군예산법이 의회를 통과하여 창설되었다.

## 조직구조

### 지휘부
- 사령관: 해병 중장
- 부사령관: 해병 준장
- 집행국장(Executive Director): 민간인
- 참모장: 해병 대령
- 해병 주임원사(Command Senior Enlisted Leader):
- 해군 주임원사(Command Master Chief):

### 일반참모
- G-1 행정
- G-2 정보
- G-3/5 작전 및 계획
- G-4 군수
- G-6 통신
- G-8 요구
- G-F 시설
- 지휘 감찰관
- 전략적 교신 및 운영(COMMSTRAT)

### 특별참모
- 해병대 예비군 군악대(Marine Forces Reserve Band)
- 군종
- 자문단(Counsel)
- 군사성평등 (Military Equal Opportunity)
- 방위대 및 예비군의 직원 지원(ESGR)
- 보건근무지원 Health Services Support
- 성폭행 예방 및 대응(SAPR)
- 해병대 지역서비스(Community Services)
- 프로토콜(Protocol)
- 지역계약사무실(RCO)
- 보안
- 참모 법무관(Staff Judge Advocate)
- 직업 설계사(Career Planner)

### 산하 조직

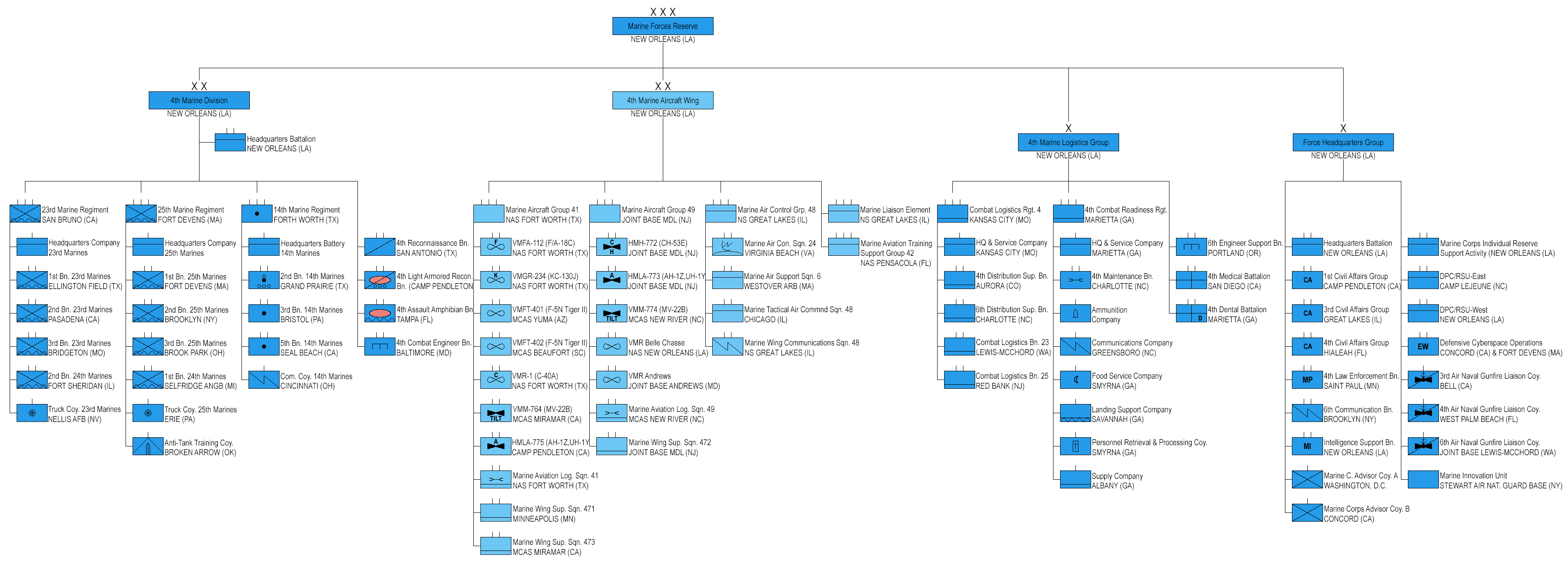
2025년 부대 구조

- 본부 및 근무대대
- 지휘제대: 전력본부단
- 지상전투제대: 제4해병사단
- 항공전투제대: 제4해병항공단
- 군수전투제대: 제4해병군수단
- 해병혁신부대

## 같이 보기
- 미국 육군 예비군
- 미국 해군 예비군
- 미국 공군 예비군
- 미국 해안경비대 예비역